# Daniel Nascimento (atleta)
Daniel Ferreira do Nascimento (Paraguaçu Paulista, 22 de julho de 1998) é um fundista brasileiro, atual recordista brasileiro, sul-americano e dono da melhor marca das Américas da maratona, 2:04:51. 

## Carreira

### Início
Nascido em Paraguaçu Paulista, no interior do estado de São Paulo, deu seus primeiros passos no atletismo em 2013 em sua cidade natal. Conquistando vários títulos na adolescência, como os 3000 m nos Jogos Sul-Americanos da Juventude em Lima, no Peru, aos 18 anos participou da sua primeira Corrida de São Silvestre, que lhe rendeu uma lesão no tendão de Aquiles. Com a lesão, Daniel desanimou de continuar a carreira e voltou para a casa da mãe na cidade natal, indo trabalhar na roça. 
Em 2019, entretanto, de volta às corridas com o incentivo familiar, se tornaria o melhor brasileiro nesta prova, além de conquistar os títulos de campeão da Copa Brasil de Cross Country e da Meia Maratona Internacional de São Paulo no ano seguinte. Com o índice conquistado, em 2020 representou o Brasil no 
Campeonato Mundial de Meia Maratona em Gdynia, na Polônia – único campeonato mundial disputado naquele ano por causa da pandemia de Covid-19 – onde terminou a prova de alto nível técnico em 93º lugar mas conseguindo sua então melhor marca pessoal para a distância, 1:04:27. Ainda em 2020 ele venceu os 10 000 m do Troféu Brasil de Atletismo, o seu segundo, somando-se ao primeiro conquistado aos 18 anos em 2016, quando estabeleceu o recorde sul-americano sub-20 para a distância – 29:13.3 – que perdura até hoje. 

### Maratona
Em 2021, "Danielzinho", como é conhecido, decidiu levar sua carreira para a mais longa das corridas do atletismo, a maratona, e junto com seu técnico Neto Gonçalves foram se estabelecer e treinar em Iten, no Quênia, país berço de muitos dos maiores campeões de atletismo e de corridas de longa distância do mundo. Tentando uma qualificação para os Jogos Olímpicos de Tóquio 2020, a serem realizados em 2021 por causa da pandemia, ele estreou na prova disputando a "Maratona El Bicentenário del Perú", em Lima, que venceu com a marca de 2:09:04, a primeira vez em dez anos que um maratonista brasileiro completava a prova em menos de 2:10:00, conseguindo o índice olímpico. Esta marca é a mais rápida já conseguida por um brasileiro correndo na América do Sul e a mais rápida de um brasileiro em estreia na maratona. Oito dias após disputar uma maratona pela primeira vez e obter o índice olímpico, ele conquistou a medalha de ouro nos 10 000 metros do Campeonato Sul-Americano de Atletismo, realizado em Guayaquil, no Equador. 
Em Tóquio 2020, disputando sua segunda maratona da carreira, Daniel não teve sucesso na prova, abandonando-a depois de 25 km ao se sentir mal com o calor e o ritmo da corrida. Chamou a atenção porém ao liderá-la por algum tempo junto com o campeão olímpico e recordista mundial queniano Eliud Kipchoge, com quem apareceu conversando, rindo e trocando cumprimentos em imagens transmitidas para todo mundo.
Daniel quebrou o recorde das Américas em sua terceira maratona, em abril de 2022, em Seul, com a marca de 2:04:51. O recorde brasileiro e sul americano durava 24 anos e pertencia a Ronaldo da Costa, que fez o tempo de 2:06:05 na Maratona de Berlim de 1998, então recorde mundial. Esta marca é a mais rápida para a distância por um maratonista não nascido na África.
Em junho de 2022, em preparação para o Campeonato Mundial de Atletismo,, ele disputou e venceu a Meia Maratona do Rio de Janeiro em 1:01:03, seu recorde pessoal e o melhor de um brasileiro em provas da distância realizadas no Brasil.
No Mundial de Eugene 2022, ficou na 8ª posição, com o tempo de 2:07:35. Ele se manteve no pelotão que liderava a prova até próximo ao km 32, quando perdeu o contato com o mesmo, terminando a 47s do medalhista de bronze.  Em novembro ele participou da Maratona de Nova York e após liderar com grande folga o pelotão de elite, colocando mais de dois minutos entre os perseguidores e tentando quebrar o recorde desta prova, passou mal, caiu ao chão, precisou ser socorrido e abandonou a corrida como havia feito na maratona olímpica.
Em abril de 2023 ele conseguiu índice olímpico para os Jogos de Paris 2024, chegando em 4º lugar na Maratona de Hamburgo com o tempo de 2:07:06.
Em julho de 2024, duas semanas antes dos Jogos Olímpicos, ele testou positivo para esteroides anabolizantes durante um teste surpresa feito pela Autoridade Brasileira de Controle de Dopagem (ABCD);  em seu organismo foram encontrados traços de  drostanolona, metenolona  e nandrolona, três hormônios anabolizantes. Daniel foi preventivamente suspenso ficando impedido de participar dos Jogos. Em maio de 2025 a Unidade de Integridade do Atletismo (AIU) suspendeu o atleta por cinco anos por doping, retroativo a 15 de julho de 2024, data do seu teste, ficando o atleta banido do esporte até julho de 2029.

## Melhores marcas pessoais
| Evento        | Marca   | Local          | País          | Data                |
| ------------- | ------- | -------------- | ------------- | ------------------- |
| Maratona      | 2:04:51 | Seul           | Coreia do Sul | 17 de abril de 2022 |
| Meia Maratona | 1:01:03 | Rio de Janeiro | Brasil        | 18 de junho de 2022 |
| 10.000 m      | 28:40.1 | Rio de Janeiro | Brasil        | 24 de junho de 2022 |